# Octavio Rosado
Octavio Rosado (1842 - 1893) fue un militar, mexicano, nacido en Sisal, Yucatán y muerto en la ciudad de Mérida. Fue gobernador de Yucatán en 1882 a 1886 con dos breves interrupciones durante su mandato atribuidas a sus ausencias del estado. Una cubierta en 1883 por el historiador y literato Serapio Baqueiro Preve y la otra cubierta por Teodosio Canto, varias veces gobernador interino de Yucatán. Octavio Rosado fue hijo del coronel Eulogio Rosado, militar que participó destacadamente en la Guerra de Castas.

## Datos históricos
Hizo sus primeros estudios en Mérida, Yucatán. Más tarde se trasladó a la Ciudad de México donde estudió en el Colegio Militar distinguiéndose por sus resultados académicos y por su disposición a las actividades militares. Fue simpatizante del movimiento de reforma encauzado por Benito Juárez.
Combatió con las armas al imperio de Maximiliano de Habsburgo. Fue primero encarcelado en Veracruz de donde se fugó. Más tarde fue herido en batalla, apresado y condenado a muerte. Salvó la vida por disposición expresa de Maximiliano.
Al término de la conflagración que permitió la asunción del poder del propio Maximiliano, se quedó a residir en Guanajuato, siendo designado gobernador del departamento de León, cargo que ejerció por casi una década.
Regresó a Yucatán en 1881 como jefe de las fuerzas militares federales, durante el periodo presidencial de Manuel González, pero ya en pleno Porfiriato. Un año después fue elegido gobernador del estado para el periodo de 1882 a 1886.[cita requerida] Durante su mandato, en el 2 de abril de 1883, se inició la construcción del actual Palacio de Gobierno en la capital yucateca. También logró inaugurar el tramo del ferrocarril de Mérida a Valladolid que llevó hasta el pueblo de Conkal, a 16 km de distancia de la ciudad de Mérida. Esta obra tenía importancia estratégica ya que unía de manera expedita a la capital con el área más afectada por la guerra de castas que a la sazón seguía planteando una amenaza para la población en todo el oriente de Yucatán.
Después de ejercer el cargo de gobernador, en 1890, fue senador de la república, habiendo actuado como vicepresidente de la cámara respectiva durante su legislatura.
Murió en la ciudad de Mérida en 1893.